# Maurice Moritz
Maurice Moritz (* 19. Jahrhundert in Namur; † unbekannt) war ein belgischer Radrennfahrer.

## Sportliche Laufbahn
Moritz war im Straßenradsport aktiv. Von 1913 bis 1914 war er Berufsfahrer. 1913 siegte er im Eintagesrennen Lüttich–Bastogne–Lüttich vor Alphonse Fonson. Bei Brüssel–Esneux wurde er Zweiter hinter René Vermandel. 
Über sein weiteres Leben und sportlichen Erfolge ist nichts bekannt.